# Porphyrinia rectifascia
Porphyrinia rectifascia là một loài bướm đêm trong họ Noctuidae.